# Міжнародне Енциклопедичне бюро з фізики
Міжнародне Енциклопедичне бюро з фізики — орган, створений з метою підготовки багатотомної енциклопедії з фізики українською мовою

## Історія створення
Рішення про створення Міжнародного Енциклопедичного бюро з фізики (МЕБ), на яке покладалось завдання створення п'ятитомної україномовної енциклопедії, було прийнято в 1989 році постановою Президії Національної Академії наук України (НАН України).
Спочатку МЕБ Постановою Президії НАН України було створено при Відділенні фізики і астрономії Академії, а пізніше його введено в структуру Інституту фізики НАН України як самостійний підрозділ.

## Склад бюро
- В. А. Шендеровський — виконавчий директор.
- В. Г. Козирський — віцедиректор.
- М. Л. Дмитрук — член виконавчої ради.
- Ю. В. Бездробний — член виконавчої ради.

## Головні напрямки робіт
- Створення п'ятитомної україномовної енциклопедії з фізики.
- Аналітично-пошукова праця над поновленням української наукової й технічної мови.
- Укладання перекладних i тлумачних дво- й багатомовних словників з різних галузей знань, створення сучасних українськомовних підручників, посібників, довідників для всіх рівнів національної загальної i фахової освіти.
- Повернення до наукового обігу й історичної свідомості замовчуваних, заборонених фактів i осіб видатних діячів української науки i культури.

## Плановано опублікувати
- Великий політехнічний словник (українсько-англійський і англійсько-український).
- Військовий радіотелекомунікаційний словник (українсько-англійський і англійсько-український).
- Біоекологічний словник (українсько-англійський і англійсько-український).
- Словники фізичної, природничої, математичної термінології для середніх шкіл (двомовних).
- Видання класичного твору Цицерона «Про обов'язки».
- Хрестоматії (читанки) з фізики для середніх шкіл.
- Історико-наукові розвідки про життя й діяльність видатних українських науковців.
- П'ятитомну Енциклопедію фізики українською мовою.

## Здійснені публікації
- 1996 — видано праці I. П. Пулюя (2 томи) й чотиримовний Словник фізичної лексики (936 с., енциклопедичного формату, понад 30 000 лексем).
- 1997 — видано третій том праць I. Пулюя і книгу «Пулюй — Куліш. Подвижники Нації». Видання праць Пулюя відзначено премією фонду імені Тараса Шевченка.
- 1998 — видано тримовний Словник з радіаційної безпеки; Видано працю: «…і спізнаєте правду, і правда вас вільними зробить».
- 1999 — підготовано автентичний текст Біблії перекладу Куліша й Пулюя; Підготовано ювілейний збірник «Ганна Барвінок».
- 2000 — видано монографію «Монокристали» Олександра Смакули.
- 2001 — перевидано перший повний переклад Біблії українською мовою (Куліша, Пулюя, Нечуй-Левицького); Видано праці «Корчі радяномовного словникарства. За мову, термінологію і ще дещо»; Видано ювілейний збірник «Ганна Барвінок».
- 2002 — підготовано до друку книгу про видатних Українських учених; Підготовано до друку книгу наукової публіцистики з мовно-термінологічних проблем.
- 2003 — видано книгу «За правдиве назовництво українське» (авт. В. Козирський, В. Шендеровський); Видано книгу «Людина й ультрафіолет» (автор М. Курик, ред. В. Козирський).
- 2004 — видано книгу «Дорога в життя» (авт. Нестор Жибчин, ред. В. Козирський); Здійснено друге перевидання книги «Нехай не гасне світ науки» (авт. В. Шендеровський, ред. Емма Бабчук).
- 2005 — видано книгу «Становлення американця» (авт. Рональд Берн, переклад з англійської); Видано книгу «Українські зброярі» (авт. В. Чепак, Г. Чепак, В. Шендеровський, ред. В. Козирського).
- 2006 — видано другий том книги «Нехай не гасне світ науки» (авт. В. Шендеровський, ред. Емма Бабчук).
- 2007 — вперше в Україні здійснено видання книги «Святе Євангеліє» Пилипа Морачевського; Перевидано вдруге книгу «Біблію» в перекладі П. Куліша, І. Нечуй-Левицького, І. Пулюя; Видано «Українсько-англійсько-російський тлумачний словник з радіології та радіологічного захисту» (авт. Ю. Бездробний, В. Козирський, В. Шендеровський).

## Створені відеофільми
- «120 років Чернівецькому університету» (30 хв, 1995).
- «Іван Пулюй. Повернення.» (30 хв, 1995, УТ-1).
- «Олександр Смакула», (60 хв, 2006).
- «Данило Заболотний» (30 хв, 2006, Вінницьке ТБ).
- «Іван Борковський» (30 хв, 2007, Івано-Франківське ТБ).